# غلينروذز (دائرة انتخابية في المملكة المتحدة)
غلينروذز (بالإنجليزية: Glenrothes)‏ هي إحدى الدوائر الانتخابية في المملكة المتحدة الممثلة في مجلس العموم في برلمان المملكة المتحدة.
عضو البرلمان الذي يمثلها حالياً هو :Mr John MacDougall (Lab).